# Tiger Woods

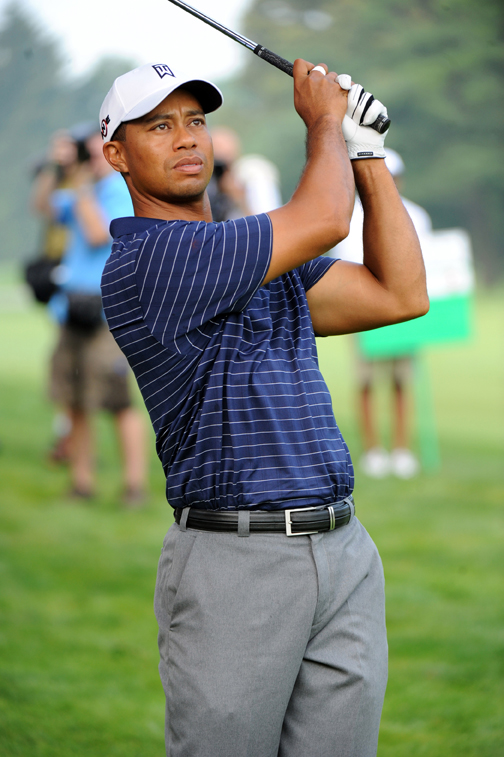
Tiger Woods tijdens de AT&T National in 2009

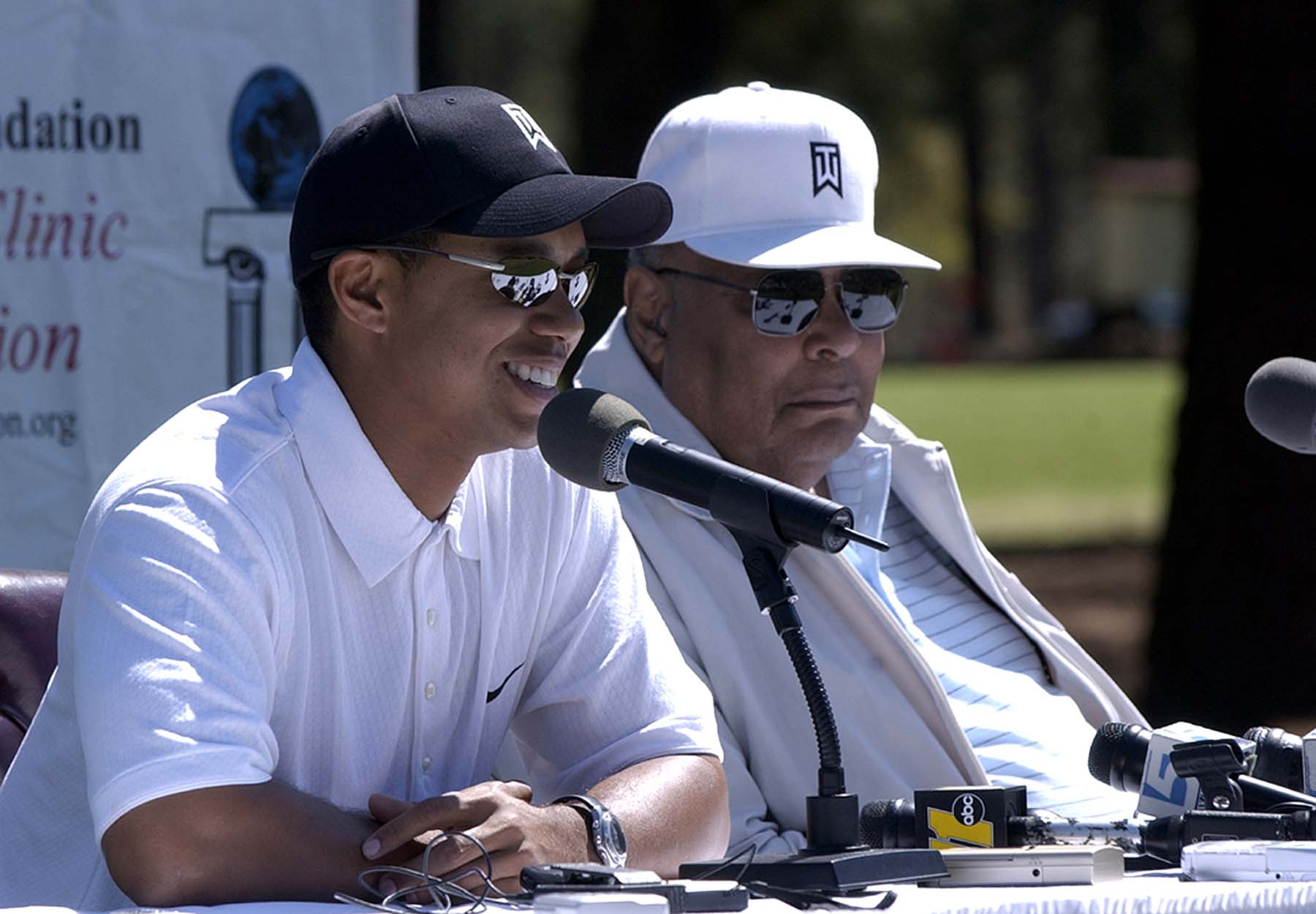
Woods met zijn vader Earl

Eldrick "Tiger" Woods, officieel Eldrick Tont Woods (Cypress, Californië, 30 december 1975) is een Amerikaanse golfer. Hij wordt gezien als een van de beste golfers aller tijden. In 1996 werd hij professional en in april 1997 won hij al The Masters, zijn eerste van 15 majors.

## Familie
Woods is de zoon van Earl, 1932-2006, en Kultida Woods. Hij is enig kind uit hun huwelijk, maar hij heeft twee halfbroers en één halfzus: Earl jr., 1955, Kevin, 1957, en Royce, 1958. Deze drie kinderen komen uit het 18-jarige huwelijk met Earls eerste vrouw Barbara Woods Gray. Earl Woods, een gepensioneerd luitenant-kolonel en Vietnamveteraan was 50% van Afro-Amerikaanse, 25% Chinese en 25% Indiaanse afkomst. Kultida Woods komt uit Thailand en is van 50% Thais, 25% Chinees en 25% Nederlands bloed. Hierdoor is Tiger Woods 25% Chinees, 25% Thai, 25% Afro-Amerikaans, 12,5% Indiaans en 12,5% Nederlands. Woods noemt deze mengelmoes zelf "cablinasian".
In 1996 richtten Tiger Woods en zijn vader Earl de Tiger Woods Foundation op, die zich voor de gezondheid van kinderen in de Verenigde Staten inzet.

## Amateur
Als amateur won Woods 21 toernooien, waaronder drie keer achter elkaar het US Junior Amateur, gevolgd door driemaal het US Amateur: 1994, 1995 en 1996. Zijn eerste overwinning van het US Amateur maakt hem de jongste winnaar van dit evenement ooit.

## Professional
Woods werd pro in augustus 1996. Hij tekende direct contracten met Nike en Titleist, op dat moment de lucratiefste sponsorcontracten uit de golfgeschiedenis. Hij won dat jaar al twee toernooien. Woods werd uitgeroepen tot Sports Illustrated's 1996 Sportsman of the Year en PGA Tour Rookie of the Year. In april 1997 won hij zijn eerste major, de Masters. Hij was met 21 jaar de jongste winnaar van het toernooi en won met het grootste verschil (12 slagen) en de laagste score ooit in de geschiedenis van het Masterstoernooi. Twee maanden later was hij al de nummer een van de wereld; niet eerder bereikte een speler zo snel deze positie. Na een niet heel bijzonder 1998, waarin hij één overwinning behaalde, won hij in 1999 acht toernooien, inclusief het PGA Championship. In 2000 was Woods de meest dominante golfer ooit. Hij won zes toernooien achter elkaar, de langste reeks sinds de reeks van 11 aaneengesloten overwinningen van Ben Hogan in 1945. Hij won de US Open, met een record van 15 slagen verschil, en The Open met 8 slagen verschil. Daarmee behaalde hij op 24-jarige leeftijd al de Career Grand Slam, een zeldzaamheid. In 2000 won hij in totaal negen van de twintig PGA-toernooien die hij speelde, en hij zette een nieuw record voor laagste gemiddelde score in de geschiedenis van de PGA Tour. Hij werd voor de tweede keer Sports Illustrated Sportsman of the Year, als enige sportman.
Woods won in 2001 de Masters en was daarmee de eerste en tot nog toe enige speler die alle vier de majors achter elkaar had gewonnen.
In 2002 bleef Woods domineren en won twee majors (The Masters en de US Open). In de volgende twee seizoenen echter won hij geen major en na 264 weken onafgebroken nummer 1 van de wereld te zijn geweest, nam Vijay Singh deze positie van hem over. Woods kwam sterk terug in 2005, won 6 officiële PGA-toernooien, waaronder twee majors (The Masters en The Open), en bereikte weer de nummer 1-positie op de wereldranglijst nadat hij in de eerste helft van het jaar al stuivertje had gewisseld met Singh.
In 2006 begon Woods weer dominant door zijn eerste twee PGA-toernooien te winnen. Nadat zijn vader in mei was overleden, speelde hij negen weken geen toernooi. Aan het einde van het seizoen won hij zes achtereenvolgende toernooien. Hij had toen 54 toernooien en 12 majors gewonnen in slechts elf seizoenen; beide zijn een record.
In 2007 zette Woods zijn sterke spel voort en won zeven PGA-toernooien, waaronder een major (het PGA Championship). Ook 2008 begon hij sterk met drie overwinningen. Na de Masters onderging hij een knieoperatie en speelde hij twee maanden niet. Zijn eerstvolgende toernooi was de US Open, die hij op dramatische wijze won. Woods speelde de vier rondes met zichtbaar veel pijn in zijn knie. Op de laatste hole maakte hij een birdie, waarmee hij een 18-holes-play-off afdwong tegen Rocco Mediate. Op maandag speelden ze een 18-holes die op hole 18 nog steeds onbeslist was. Een sudden death volgde en op de eerste hole van de sudden death won Woods. Twee dagen later maakte hij bekend dat hij tijdens zijn revalidatie een dubbele stressfractuur had opgelopen in zijn linkerscheenbeen. Hij werd geopereerd aan de voorste kruisband van zijn linkerknie en miste de rest van het seizoen.
Pas in april 2009 speelde hij weer zijn eerste toernooi, de Masters. Dat jaar won Woods de Australian Masters in Melbourne Kingston Heath. In december 2009 werd bekend dat Woods buitenechtelijke affaires had. Hij stopte tijdelijk met golfen en ging in therapie om zijn huwelijk te redden. Pas in maart 2010 speelde hij weer een toernooi. In de zomer van 2010 besloot hij zijn swing aan te passen, met een nieuwe coach, Sean Foley. Dit was de derde swingaanpassing, de eerdere waren in 1997 en 2004. Twee jaar lang won Woods niets, totdat hij eind 2011 voor de vijfde keer de World Challenge, waarvan hij zelf gastheer is, won. Langzamerhand bereikte Woods weer zijn oude niveau. Hij won drie toernooien in 2012 en vijf in 2013 en stond eerste in de Order of Merit. In augustus 2013 boekte hij zijn 79e zege op de Amerikaanse PGA Tour, het WGC - Bridgestone Invitational.
Begin 2014 startte Woods met matige resultaten als gevolg van rugklachten. Hij onderging in maart een microdiscectomie voor een beknelde zenuw in zijn rug. Vervolgens kon hij drie maanden niet spelen en miste de Masters en de US Open. Eind juni speelde hij weer zijn eerste toernooi. De resultaten bleven mager: hij bleef last houden van zijn rug. Na het spelen van het PGA Championship deelde hij mee tot begin december geen toernooi meer te zullen spelen. Kort daarna liet hij weten dat hij de samenwerking met zijn coach Sean Foley had beëindigd. In november 2014 zei Woods dat hij met Chris Como werkte aan swingaanpassingen. In februari 2015, in zijn tweede toernooi van het seizoen, moest hij opgeven door een rugblessure. Woods liet in een verklaring weten dat zijn spel 'niet acceptabel' was voor het spelen van toernooien, dat hij ging werken aan het verbeteren van zijn spel en pas weer een toernooi zou spelen als hij daar klaar voor was. Twee maanden later speelde hij zijn volgende toernooi, de Masters, en hij speelde goed. De rest van het seizoen speelde Woods echter matig. In september verklaarde hij nog steeds rugpijn te hebben, en hij onderging voor de tweede keer een microdiscectomie aan zijn rug. In oktober 2015 volgde nog een vervolgoperatie. Woods speelde pas weer een toernooi in december 2016, ruim vijftien maanden na zijn laatste toernooi. Hij hield echter last van zijn rug. Op 20 april 2017 maakte hij bekend dat hij een vierde rugoperatie sinds 2014 had ondergaan. Een rugwervel was verwijderd, en de wervels erboven en onder werden aan elkaar vastgemaakt, om daarmee de pijn in zijn rug en benen te verlichten. Het herstel duurde ruim 7 maanden.
Woods maakte in november 2017 een hoopgevende rentree bij de Hero World Challenge op de Bahama's. Op dat moment staat hij 1199e op de wereldranglijst. Hij overtrof alle verwachtingen, speelde goed en werd 9e. 2018 was het jaar van zijn comeback. In maart werd Woods 2e op het Valspar Championship, in juni werd hij 6e op The Open (waarbij hij op de laatste dag nog even leider was) en op het PGA Championship werd hij 2e. Begin september werd Woods (als 'captains pick') geselecteerd voor het Ryder Cup team 2018. Hij won in september het Tour Championship, het afsluitende toernooi van de FedEx Cup Playoffs, waarbij hij vanaf de eerste dag de leiding had. Het was zijn eerste overwinning na 5 jaar en zijn 80e overwinning op de PGA Tour. Eind 2018 stond hij 13e op de wereldranglijst.
In april 2019 won hij The Masters, voor de 5e keer. Het was zijn 15e major, 11 jaar na zijn vorige major in 2008 en 14 jaar na zijn laatste overwinning op The Masters. De rest van het seizoen speelde hij matig. Zo miste hij de cut van het PGA Championship en The Open, werd 21e op U.S. Open en plaatste zich niet voor het afsluitende toernooi van The Playoffs. Hij werd eind augustus - voor de 5e keer - geopereerd aan zijn linker knie, waarbij kraakbeen werd hersteld. Later bleek dat Tiger zich al eind 2018 had willen laten opereren, de operatie had uitgesteld door zijn goede spel op dat moment, dat hij steeds meer last kreeg van zijn knie na de Masters en dat dat de reden was van zijn matige spel. 
Hij won eind oktober zijn eerste toernooi na zijn operatie, wat ook zijn eerste PGA-toernooi van het seizoen 2019-2020 was: het ZoZo Championship in Japan. Hiermee evenaarde hij het record van Sam Snead van 82 overwinningen op de PGA-tour. Als captain en tevens speler van het Amerikaanse team won Woods in december 2019 de Presidents Cup. Hij won zijn 3 wedstrijden en werd hiermee recordhouder van de meeste overwinningen in Presidents Cups.
Op 23 februari crashte Woods met zijn auto met een snelheid van 140 km per uur. Zijn auto ging meerdere keren over de kop en raakte een boom. Woods liep meerdere open botbreuken op aan zijn rechteronderbeen (zowel scheenbeen als kuitbeen), botbreuken aan zijn voet en een verbrijzelde enkel. Hij verbleef 3 weken in het ziekenhuis. In december speelde hij met zijn 12-jarige zoon Charlie het PNC Championship toernooi (ouder-kind toernooi), waarin ze als tweede eindigen. Woods reed toen nog in een golf cart. 14 Maanden na zijn ongeluk keerde Woods terug op de PGA-tour, met zijn deelname aan The Masters. 
Woods werd elf keer uitgeroepen tot beste speler van de PGA Tour.

### Caddies
Zijn eerste caddie was Mike "Fluff" Cowan, van 1996 tot 1999. Cowan werd opgevolgd door de Nieuw-Zeelandse Steve Williams, met wie hij dertien majors won. In september 2010 werd Joe LaCava zijn caddie, die daarvoor als caddie van Fred Couples en Dustin Johnson had gediend.

### Gewonnen
Tiger Woods won 115.504.853 dollar op de PGA tour vanaf dat hij in 1996 prof werd tot 1 oktober 2018. Hij is de eerste sporter die met sport miljardair werd. Hij verdiende tot 1 oktober 2018 meer dan 1,5 miljard dollar, waarvan minder dan 10% prijzengeld was.

#### Majors
- The Masters: 1997, 2001, 2002, 2005, 2019
- US Open: 2000, 2002, 2008
- The Open Championship: 2000, 2005, 2006
- PGA Championship: 1999, 2000, 2006, 2007

De Verenigde Staten wonnen de Presidents Cup van 2011 in Melbourne met 19-14, Tiger Woods maakte de winnende putt.

## Privéleven
In 1999 onderging Woods een laserbehandeling aan zijn ogen, zodat hij geen lenzen meer hoeft te gebruiken. Zijn ogen hadden een afwijking van -11.
In november 2003 verloofde Woods zich met de Zweedse Elin Nordegren. Ze trouwden op 5 oktober 2004 en gingen in Windermere in Florida wonen. Ze leerden elkaar kennen op de golfbaan, toen Nordegren de oppas was van de kinderen van collega-golfer Jesper Parnevik. Ze kregen twee kinderen: in 2007 hun dochter Sam, en twee jaar later hun zoon Charlie.
Eind november 2009 kwam Tiger Woods in het nieuws vanwege een reeks buitenechtelijke affaires. Hij bood op zijn website zijn verontschuldigingen aan voor de ophef die rond zijn persoon was ontstaan. Begin december kondigde Woods aan dat hij voor onbepaalde tijd geen professioneel golf meer zou spelen. Hij speelde zijn eerste golftoernooi weer in maart 2010. Op 23 augustus 2010 scheidden Woods en zijn vrouw.
In maart 2013 maakte Woods bekend een relatie te hebben met skiester Lindsey Vonn. Begin mei 2015 meldden de twee dat ze gezamenlijk hadden besloten hun relatie te beëindigen. Vanaf september 2017 had Woods een relatie met Erica Herman, een restaurantmanager.
Woods raakte in februari 2021 zwaargewond bij een auto-ongeluk.